# Gonioscelis submaculatus
Gonioscelis submaculatus là một loài ruồi trong họ Asilidae. Gonioscelis submaculatus được Speiser miêu tả năm 1910. Loài này phân bố ở vùng nhiệt đới châu Phi.